# Acyrtops
Acyrtops – rodzaj ryb z rodziny grotnikowatych (Gobiesocidae).

## Klasyfikacja
Gatunki zaliczane do tego rodzaju:
- Acyrtops amplicirrus
- Acyrtops beryllinus